# アルノー・ディ・パスカル
アルノー・ディ・パスカル（Arnaud Di Pasquale, 1979年2月11日 - ）は、フランスの男子プロテニス選手。モロッコ・カサブランカ生まれ。2000年シドニー五輪男子シングルスの銅メダリスト。シングルス自己最高ランキングは39位。身長185cm、体重80kg、右利き。

## 来歴
ディ・パスカルは7歳からテニスを始め、12歳の時にカサブランカからフランスへ引っ越した。ジュニア時代には、1997年全米オープン男子ジュニアシングルスで優勝がある。1998年にプロ入り。1999年全仏オープンでディ・パスカルはアンドレイ・メドベデフとの4回戦まで進出した。同年10月にシチリア国際決勝でアルベルト・ベラサテギを6-1, 6-3で破り、ツアー初優勝を果たしたが、結果的にこれがディ・パスカルの唯一のATPツアー優勝になった。
ディ・パスカルの選手経歴のハイライトは、2000年シドニー五輪男子シングルス銅メダル獲得である。この大会でディ・パスカルは1回戦でニコラス・キーファーを、3回戦で同年の全仏オープン準優勝者マグヌス・ノーマンを、準々決勝でフアン・カルロス・フェレーロと、格上の選手たちを次々に破って勝ち進んだ。準決勝でロシアのエフゲニー・カフェルニコフに4-6, 4-6で敗れたディ・パスカルは、3位決定戦でスイスのロジャー・フェデラーと対戦した。ディ・パスカルは当時19歳のフェデラーと2度のタイブレークを戦い7-6, 6-7, 6-3のスコアで下して銅メダルを獲得した。オリンピック競技としてのテニスが1988年ソウル五輪で復活した後、フランスの選手によるメダルは初めてだったことから、ディ・パスカルは2000年11月にシラク大統領から国民名誉勲章を授与された。
その後のディ・パスカルは、2002年全仏オープンで3年ぶり2度目の4回戦進出があったが、ここでは第2シードのマラト・サフィンに6-3, 4-6, 3-6, 2-6で敗れた。彼のテニス経歴はあっけなく萎み、2003年3月から1年間の戦線離脱を経験した後、2004年全仏オープンと2004年全米オープンで1回戦敗退に終わる。最後の2年間、彼は下部のATPチャレンジャーツアーを回った。フランスに1924年パリ五輪以来76年ぶりのオリンピックのメダルをもたらしたディ・パスカルは、2006年11月のパラグアイ・アスンシオンでのチャレンジャー大会を最後に、27歳で現役を退いた。

## ATPツアー決勝進出結果

### シングルス: 2回 (1勝1敗)
| 大会グレード                                  |
| グランドスラム (0-0)                          |
| テニス・マスターズ・カップ (0-0)              |
| ATPマスターズシリーズ (0-0)                   |
| ATPインターナショナルシリーズ・ゴールド (0-0) |
| ATPインターナショナルシリーズ (1–1)           |

| サーフェス別タイトル |
| ハード (0-0)         |
| クレー (1-1)         |
| 芝 (0-0)             |
| カーペット (0-0)     |

| 結果   | No. | 決勝日         | 大会       | サーフェス | 対戦相手                 | スコア        |
| ------ | --- | -------------- | ---------- | ---------- | ------------------------ | ------------- |
| 準優勝 | 1.  | 1998年9月21日  | ブカレスト | クレー     | フランシスコ・クラベット | 4–6, 6–2, 5–7 |
| 優勝   | 1.  | 1999年10月11日 | パレルモ   | クレー     | アルベルト・ベラサテギ   | 6–1, 6–3      |

## 4大大会シングルス成績
略語の説明
| W | F | SF | QF | #R | RR | Q# | LQ | A | Z# | PO | G | S | B | NMS | P | NH |

W=優勝, F=準優勝, SF=ベスト4, QF=ベスト8, #R=#回戦敗退, RR=ラウンドロビン敗退, Q#=予選#回戦敗退, LQ=予選敗退, A=大会不参加, Z#=デビスカップ/BJKカップ地域ゾーン, PO=デビスカップ/BJKカッププレーオフ, G=オリンピック金メダル, S=オリンピック銀メダル, B=オリンピック銅メダル, NMS=マスターズシリーズから降格, P=開催延期, NH=開催なし.
| 大会           | 1998 | 1999 | 2000 | 2001 | 2002 | 2003 | 2004 | 2005 | 通算成績 |
| -------------- | ---- | ---- | ---- | ---- | ---- | ---- | ---- | ---- | -------- |
| 全豪オープン   | A    | 1R   | A    | 1R   | A    | 1R   | A    | LQ   | 0–3      |
| 全仏オープン   | 1R   | 4R   | 1R   | 1R   | 4R   | A    | 1R   | A    | 6–6      |
| ウィンブルドン | A    | 1R   | 2R   | A    | A    | A    | A    | A    | 1–2      |
| 全米オープン   | 2R   | 1R   | 2R   | 1R   | LQ   | A    | 1R   | A    | 2–5      |